# Dargenioella
Dargenioella es un género de foraminífero bentónico de la familia Hauerinidae, de la superfamilia Milioloidea, del suborden Miliolina y del orden Miliolida. Su especie tipo es Dargenioella vesolei. Su rango cronoestratigráfico abarca desde el Maastrichtiense (Cretácico superior) hasta el Thanetiense (Paleoceno superior).

## Clasificación
Dargenioella incluye a la siguiente especie:
- Dargenioella vesolei †